# Nana Hedin
Nana Hedin, alias Na Na (* 24. Mai 1968 in Eskilstuna) ist eine schwedische Sängerin.
Sie hat ihre Karriere in den späten 1980er Jahren als Backup-Sängerin von schwedischen Künstlern wie Dr. Alban oder Stakka Bo begonnen.
Zwischen 1994 und 2004 hat sie die Begleitstimmen des Refrains der meisten Hits des schwedischen Sängers E-Type gesungen, darunter This Is the Way und Set the World on Fire. In dieser Zeit begann sie ebenfalls für die Produzenten Max Martin und Denniz PoP zu arbeiten und in Stücken von Céline Dion, Britney Spears und Ace of Base mitzuwirken.
Hedin und E-Type nahmen mit dem Stück Paradise am Melodifestivalen 2004 teil und traten beim Finale in Globen an. Beim Melodifestivalen 2005 traten sie mit dem Stück Wherever You Go auf.
Im September 2007 nahm Hedin in der Musical Game Show Doobidoo auf SVT zusammen mit Janne Carlsson Loffe gegen Ingela "Pling" Forsman und Jan Johansen teil.
Hedin nahm an dem Musikprogramm Så ska det låta am 2. Mai 2008 teil. Musical-Star Fred Johansson war ihr Partner gegen das Team Sarah Dawn Finer und Patrik Isaksson.

## Diskographie
- FAME 2000 (single)
- It's Raining Men (2004) (single)
- Wherever You Go (2005) (single)

## TV-Auftritte
- Så ska det låta (2. Mai 2008)